# Артур Геффтер
Артур Карл Вільгельм Геффтер (15 червня 1859, Лейпциг — 8 лютого 1925, Берлін) — німецький фармаколог і хімік.

## З біографії
Він вивчав хімію і отримав докторський ступінь у 1883 році під керівництвом Генріха Лімприхта в університеті Грайфсвальда, захистивши дисертацію Einige neue Schwefelverbindungen aus p-Toluidin (Деякі нові сполуки сірки з 4-толуїдину).
Він був першим головою Німецького товариства фармакологів і значною мірою відповідальний за видання першого Довідника з експериментальної фармакології . Він виділив мескалін з кактуса пейот у 1897 році, що стало першим подібним виділенням природної психоделічної речовини в чистому вигляді. Крім того, він проводив експерименти щодо його впливу, порівнюючи вплив пейоту та мескаліну на себе.

## Праці
- Die chronische Bleivergiftung im Maler-Gewerbe . [Sl] 1903 р. Цифрове видання Університету та Державної бібліотеки Дюссельдорфа .
- Die Auffindung von Arzneimitteln . Hirschwald, Berlin 1914 Цифрове видання Університету та Державної бібліотеки Дюссельдорфа .